# Beatrice Puiu
Beatrice Puiu (* 22. März 1986 in Iași) ist eine rumänische Sportlerin, die als Leichtathletin sowie als Bobfahrerin aktiv ist.

## Karriere

### Leichtathletik
Erste internationale Erfahrungen sammelte Beatrice Puiu im Jahr 2012, als sie bei den Balkan-Meisterschaften in Eskişehir in 13,94 s die Silbermedaille im 100-Meter-Hürdenlauf gewann und sich im Weitsprung mit 5,93 m die Bronzemedaille sicherte. Zudem gewann sie auch mit der rumänischen 4-mal-100-Meter-Staffel in 46,95 s die Bronzemedaille. Im Jahr darauf gelangte sie bei den Halleneuropameisterschaften in Göteborg mit 3561 Punkten auf Rang 13 im Fünfkampf. Ende Juli gewann sie bei den Balkan-Meisterschaften in Stara Sagora in 13,78 s die Bronzemedaille im Hürdensprint hinter der Griechin Olympia Petsoudi und Ivana Lončarek aus Kroatien und mit der Staffel erreichte sie mit 46,95 s Rang sechs. Im Jahr darauf gewann sie bei den Balkan-Meisterschaften in Pitești mit 5624 Punkten die Silbermedaille im Siebenkampf hinter der Griechin Sofia Yfandidou und 2016 siegte sie bei den Balkan-Meisterschaften ebendort mit 5890 Punkten. 2019 gewann sie bei den Balkan-Meisterschaften in Stara Sagora mit 5497 Punkten die Silbermedaille hinter der Ukrainerin Alina Schuch und 2022 musste sie sich bei den Balkan-Meisterschaften in Craiova mit 5311 Punkten nur der Ukrainerin Julija Loban geschlagen geben.
2012 wurde Puiu rumänische Meisterin im 100-Meter-Hürdenlauf sowie 2016 im Hochsprung und 2016, 2019 und 2022 im Siebenkampf. Zudem wurde sie in den Jahren 2012 und 2013, 2015 und 2016 sowie 2019 und 2020 Hallenmeisterin im Fünfkampf sowie 2019 auch im Kugelstoßen. Neben ihrer aktiven Karriere ist sie als Trainerin in den Vereinigten Staaten tätig.

### Bobsport
2016 traf Puiu die Entscheidung im Winter auch als Bobsportlerin anzutreten. Ein Jahr später gab sie ihr Debüt im Bob-Weltcup in Lake Placid. Gemeinsam mit Andreea Grecu war sie im Bob-Weltcup bis in die Saison 2018/19 aktiv und widmete sich anschließend wieder der Leichtathletik.

## Persönliche Bestleistungen
- 100 m Hürden: 13,46 s (+1,2 m/s), 29. Juni 2013 in Ribeira Brava
  - 60 m Hürden (Halle): 8,44 s, 7. Februar 2015 in Bukarest
- Hochsprung: 1,83 m, 25. Juni 2016 in Pitești
- Weitsprung: 6,14 m (+2,0 m/s), 25. August 2013 in Woerden
- Kugelstoßen: 14,51 m, 14. März 2020 in Myrtle Beach
  - Kugelstoßen (Halle): 14,32 m, 30. Januar 2016 in Bukarest
- Siebenkampf: 5890 Punkte, 26. Juni 2016 in Pitești
  - Fünfkampf (Halle): 4395 Punkte, 17. Februar 2013 in Bukarest